# 徳島市川内北小学校
徳島市川内北小学校（とくしまし かわうちきたしょうがっこう）は、徳島県徳島市川内町大松にある公立小学校。

## 校歌
- 作詞: 鶴田常吉
- 作曲: 保田芳郎

## 教育目標
- 豊かな人間性と社会性をもった
- 自ら学び続ける
- たくましい児童の育成

## 学校周辺
- 阿波十郎兵衛屋敷
- 徳島児童ホーム
- 今切川

## 卒業生
- 天羽良輔（サッカー選手）
- 丸岡満（サッカー選手）

## 通学区域が隣接している学校
- 徳島市川内南小学校
- 徳島市助任小学校
- 徳島市応神小学校
- 北島町立北島南小学校
- 北島町立北島小学校
- 松茂町立松茂小学校
- 松茂町立長原小学校